# Альянс национального обновления
Альянс национального обновления (порт. Aliança Renovadora Nacional, ARENA) — политическая партия, существовавшая в Бразилии в период с 1966 по 1979 год. Это была официальная партия военной диктатуры, правившей Бразилией с 1964 по 1985 год.

## История
До 1965 года в Бразилии существовало три основные партии: Бразильская трабальистская партия, Социал-демократическая партия и Национально-демократический союз. В 1964 году правительство президента Жуана Гуларта было свергнуто в результате военного переворота, но, в отличие от других латиноамериканских диктатур, бразильское правительство, контролируемое военными, не упразднило Конгресс. Вместо этого в 1965 году правительство запретило все существующие политические партии и создало двухпартийную систему. АРЕНА, проправительственная партия, была сформирована политиками из основной части Национально-демократического союза, правого крыла Социал-демократической партии и основной части интегралистской партии народного представительства. Основная часть СДП присоединилась к большинству трабальистов в формировании оппозиционного Бразильского демократического движения.
У АРЕНЫ не было никакой реальной идеологии, кроме поддержки военных, которые использовали ее в основном для того, чтобы штамповать свою повестку дня. На выборах 1966 и 1970 годов АРЕНА получила подавляющее большинство мест. Большинство согласны с тем, что поначалу у Бразильского демократического движения не было никаких шансов принять или заблокировать какое-либо законодательство. Это также наложило отпечаток на выбор президента военным руководством. Согласно военной конституции, президент был номинально избран абсолютным большинством обеих палат, собравшихся на совместное заседание. На практике большинство "АРЕНЫ" было настолько значительным, что ее кандидат никак не мог потерпеть поражение. На протяжении большей части ранней части военного режима Бразилия была, по сути, однопартийным государством. Действительно, во время первых двух выборов при военном правлении Бразильское демократическое движение даже не выдвинула кандидата в президенты.
Однако АРЕНА не была полностью подчиненной. Например, в конце 1968 года президент Артур да Коста и Силва потребовал, чтобы Конгресс привлек к ответственности конгрессмена Марсио Морейру Алвеса за то, что он предложил женщинам отказаться танцевать с военными кадетами. Конгресс отклонил это требование, что побудило Коста-и-Силву издать жесткий Пятый институциональный акт, который позволил ему закрыть Конгресс и править указом. Почти сразу после того, как он подписал закон AI-5, Коста и Силва использовал его положения, чтобы закрыть Конгресс почти на два года, тем самым поставив Бразилию под жесткую диктатуру.
Несмотря на большой объем исследований, посвященных бразильской военной диктатуре, об АРЕНЕ известно мало. Существуют исторические сомнения относительно формирования партии, причин присоединения большинства членов UDN к ARENA, идеологических течений, которые пронизывали программу партии ARENA, и степени, в которой ARENA была независима от военных.
На парламентских выборах 1974 года МБР получила гораздо больше мест, чем ожидалось. На самом деле он получил большинство в Сенате и чуть не получил большинства в Палате депутатов. Правительство отреагировало, объявив перерыв в работе Национального конгресса и отредактировав 13 апреля 1977 года ряд конституционных поправок и указов-законов, известных как Апрельский пакет (Пакот де Абриль), который предусматривал назначение трети сенаторов, продление президентского срока до шести лет, ограничение власти оппозиции и даже удалось аннулировать мандаты некоторых конгрессменов МБР.
В 1979 году, пытаясь расколоть оппозицию, правительство отменило двухпартийную партийную систему, и ARENA была распущена, когда 20 декабря 1979 года вступил в силу новый закон о политических партиях. В январе 1980 года большинство бывших членов ARENA основали Демократическую социальную партию (PDS) как продолжение из АРЕНЫ.